# Nagydomb
Nagydomb románul: Dâmbu Mare, falu Romániában, Erdélyben, Kolozs megyében.

## Fekvése
Mikeháza közelében fekvő település.

## Története
Nagydomb korábban Kozárvár, majd Mikeháza része volt, melytől 1956 körül vált külön 107 lakossal.
1966-ban 117 román lakosa volt. 1977-ben 119 lakosából 112 román, 7 magyar, 1992-ben 81 lakosából 74 román, 7 magyar, a 2002-es népszámláláskor 97 lakosából 93 román, 4 magyar volt.